# عمة فرانكنشتاين
عمة فرانكشتاين (Frankenstein’s Aunt) هي شخصية خيالية، وهي الشخصية الرئيسية في ثلاث روايات - اثنتان من تأليف ألان رون بيترسون، والثالثة من تأليف فيرنر ماير. 
وقد حولت الرواية الأولى لمسلسل تلفزيوني أنتج عام 1987. 
والشخصية عبارة عن تناول ساخر لأفلام فرانكنشتاين.
الروايات الثلاث هي:
- عمة فرانكنشتاين - ألان رون بيترسون [3]
- عودة عمة فرانكنشتاين - ألان رون بيترسون
- عمة فرانكنشتاين - فيرنر ماير